# Dos Estrellas de Jiménez
Dos Estrellas de Jiménez es una localidad del estado mexicano de Michoacán. Es parte del municipio de Purépero.

## Demografía
| Gráfica de evolución demográfica |
|                                  |

| Censo | Población |
| ----- | --------- |
| 1930  | 389       |
| 1940  | 381       |
| 1950  | 576       |
| 1960  | 662       |
| 1970  | 591       |
| 1980  | 869       |
| 1990  | 1039      |
| 2000  | 1110      |
| 2010  | 958       |
| 2020  | 1090      |